# Droga nr 61 (Islandia)
Droga nr 61, popularnie zwana Djúpvegur – droga na Islandii, biegnąca przy fiordach na zachodnim brzegu wyspy.
Chociaż początkowy i końcowy punkt drogi leżą w linii prostej w odległości 96 kilometrów, to przez to, że droga biegnie przy linii brzegowej ma długość aż 267 km. Droga jest w całości asfaltowa. W całości znajduje się w regionie Vestfirðir.
Droga ma początek w miejscowości Bolungarvík. Tuż za tą miejscowością droga przechodzi przez 5,5-kilometrowy tunel Bolungarvíkurgöng, dochodzi do miejscowości Hnífsdalur. Później wzdłuż wybrzeża na wschodniej skarpie fiordu Skutulsfjörður w kierunku południowym przez miejscowość Ísafjörður (skrzyżowanie z drogą nr 636 oraz nieco dalej z 637). Kilka kilometrów za miasteczkiem droga zakręca w lewo, przecina skrzyżowanie z drogą nr 60 by po chwili znowu zawrócić i poprzez most nad Skutulsfjörður zacząć piąć się w kierunku północno-wschodnim. Przez kilkadziesiąt kolejnych kilometrów droga wije się wzdłuż fiordów Álftafjörður, Seyðisfjörður, Hestfjörður i Skötufjörðu, nad samym ich brzegiem. Przechodzi następnie mostem nad fiordem Mjóifjörður. Przed i za mostem jest skrzyżowanie z 633. Po kilkudziesięciu kilometrach przy fiordzie Vatnsfjörður droga krzyżuje się z 633, a po kolejnych kilku z 6352. Nad fiordem Reykjarfjörður przechodzi mostem, omija cały fiord Ísafjörður i krzyżuje z 635. Później droga odchodzi od brzegu morskiego i idzie początkowo na południe, później południowy wschód i w końcu na wschód. Dociera do brzegu Steingrímsfjörður, gdzie krzyżuje się z 643. Biegnie dalej na południe, mija miejscowość Hólmavík (67). Na południe od tej miejscowości do drogi dochodzi ze wschodu droga nr 68. Droga kończy bieg na skrzyżowaniu z drogą nr 60 niedaleko wybrzeża fiordu Króksfjörður, w sąsiedztwie niewielkiej osady Króksfjarðarnes.